# Holdingová společnost
Holdingová společnost neboli mateřská společnost je obchodní společnost, která stojí na špici holdingu a ovládá dceřiné společnosti.
Někdy se pojmu holdingová společnost nepřesně používá i jako synonyma pro holding.
Holdingová společnost může být organizována jako čistý holding, kdy jediným předmětem činnosti mateřské společnosti je držení a správa majetkových účastí a kontrola dceřiných společností.
Možný je i takový typ holdingu, kdy mateřská společnost vykonává pro jednotlivé články tzv. obslužnou činnost, zajišťující společný prodej, odbyt, dopravu, úvěrování apod.
Využíván je i kombinovaný holding, v němž mateřská společnost si ponechává část svých výrobních a obchodních aktivit a další část jejího předmětu činnosti pak tvoří správa majetkových účastí.

## Česká republika
Holding neboli koncern je v České republice upraven v § 79–91 zákona č. 90/2012 Sb., o obchodních korporacích.
Zákon používá pro holdingovou společnost pojem řídící osoba koncernu.